# Оребич

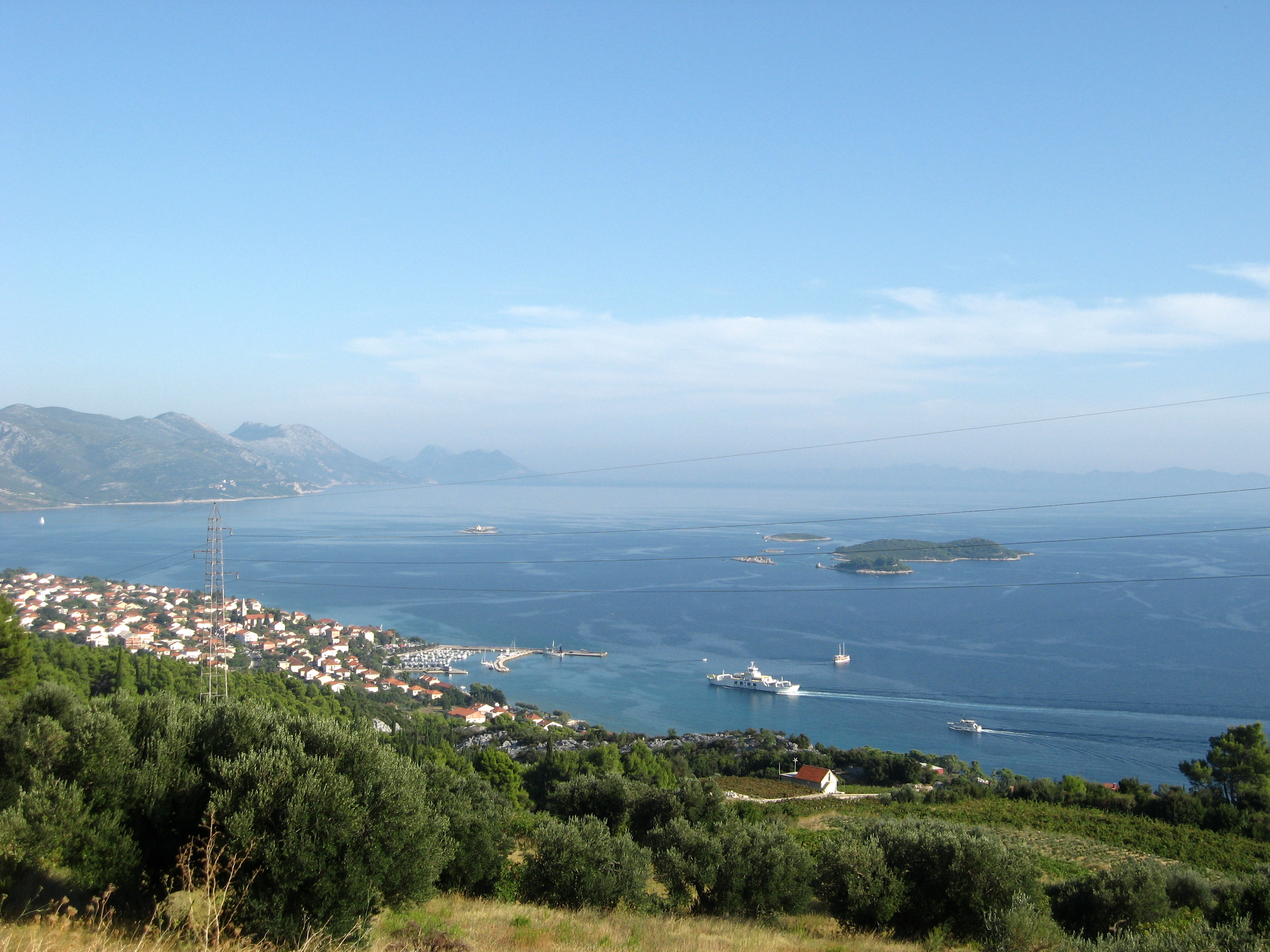
Вид на Оребич і Пелєшацьку протоку

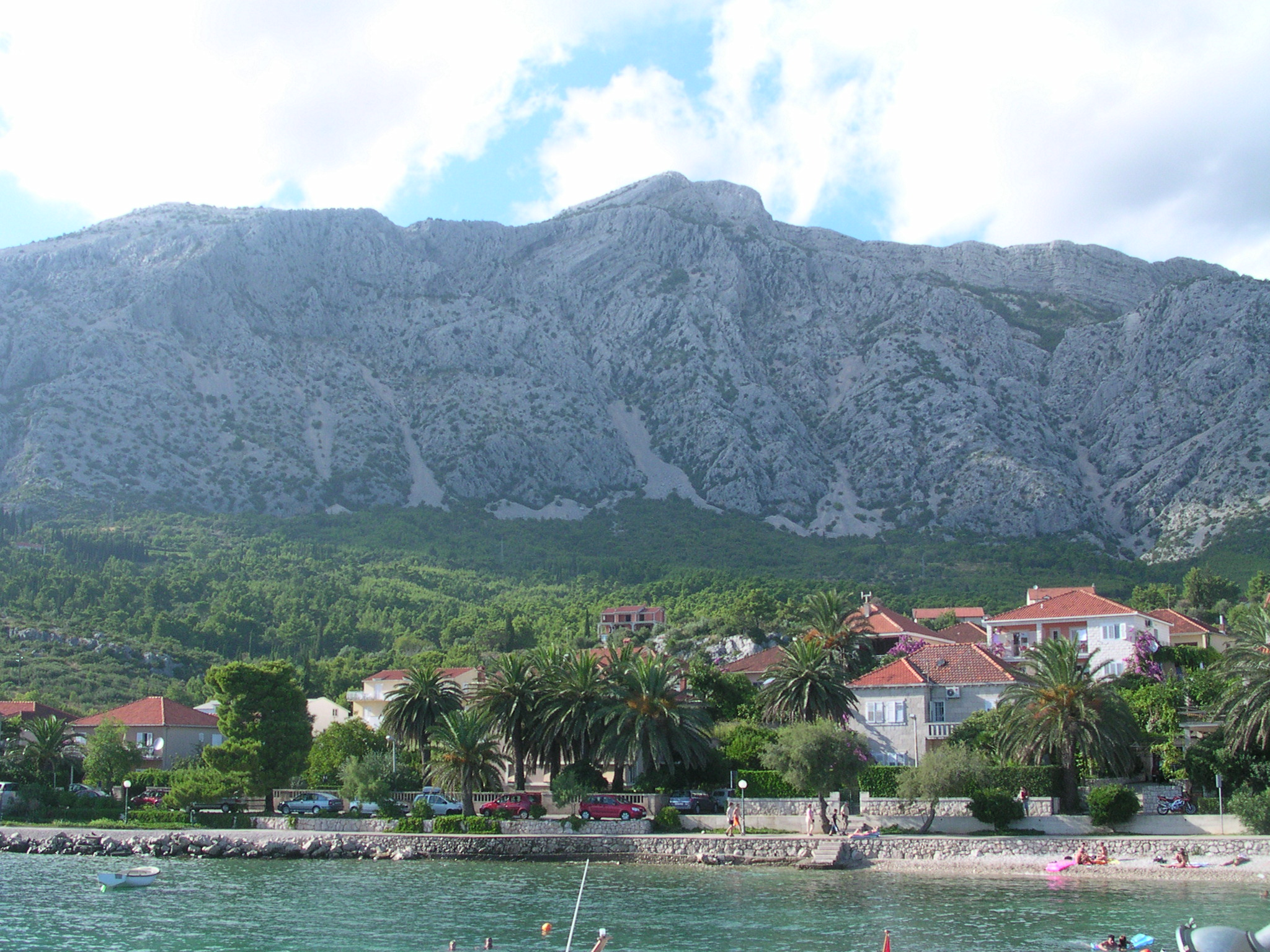
Оребич і гора Св. Іллі

Оребич (хорв. Orebić  слухати ⓘ) — громада і портове місто на півдні Хорватії, розташоване в західній частині півострова Пелєшаць, на березі Адріатичного моря. Населення громади — 4 165 осіб. (На 2001 р.).
Оребич розташований на березі Пелєшацької протоки, яка в цьому місці відокремлює півострів Пелєшаць від острова Корчула. відстань від Дубровника — 124 км. В Оребичі закінчується автомобільна дорога, яка йде від Дубровника через Стон і весь Пелєшаць. Оребич пов'язаний з о. Корчула як поромною переправою, так і пасажирськими катерами.
Історично Оребич був містом моряків. Його назва походить від прізвища мореплавця з Бакара, який в 1658 заклав тут фортецю, навколо якої згодом виросло місто. В Оребичі функціонує морський музей, що розповідає про історію мореплавання в тутешніх краях. Нині найважливіша галузь економічного сектора — туризм. Туризм тут почав розвиватися в 1960-х рр.. і незабаром в Оребич туристи стали прибувати не тільки з усієї Югославії, але з таких країн як Угорщина, Італія та Німеччина.
Головна визначна пам'ятка міста — францисканський монастир Діви Марії, розташований за 2 кілометри на захід від Оребича. Гірських туристів приваблює гора Св. Іллі (980 м), найвища точка Пелєшаця, з вершини якої відкривається мальовничий вид на сусідній острів Корчула та Адріатичне море.

## Склад громади
13 сіл та 1 місто:
- Оребич (місто) — 1949
- Вигань — 322
- Доня Банда — 170
- Куна Пелєська — 258
- Кучиште — 204
- Ловіште — 244
- Наковань — 4
- Оскорушно — 126
- Піявичино — 143
- Подгор'є — 156
- Подобуче — 35
- Потом'є — 256
- Станкович — 201
- Трстеник — 97